# 2866 Hardy
A 2866 Hardy (ideiglenes jelöléssel 1961 TA) a Naprendszer kisbolygóövében található aszteroida. Sylvain Julien Victor Arend fedezte fel 1961. október 7-én.